# 2022年别尔哥罗德训练场枪击案
2022年别尔哥罗德训练场枪击案是指2022年10月15日，俄罗斯别尔哥罗德州索洛蒂附近的军事训练场发生的大规模枪击事件。  當時訓練場內有两名枪手向士兵开枪，共造成11人死亡、15人受伤。

## 襲擊
两名来自塔吉克斯坦的塔吉克伊斯蘭教穆斯林士兵在军事训练场向周圍人开枪。造成11人死亡、15人受伤。两名兇手最終被當場击毙。當時遇难士兵大多准备前往乌克兰戰場參戰，事發时他们正在接受消防训练。 
两名兇手是塔吉克伊斯蘭教穆斯林，分別生于1998年和1999年，在事發前的幾個月從从塔吉克斯坦南部移民到莫斯科。當時他们与其他士兵就俄羅斯入侵烏克蘭是否神聖发生了争执。塔吉克人的立场是，穆斯林與异教徒之間的吉哈德才是唯一正义的战争。此時一名中校說安拉不過是“弱者”和“胆小鬼”，結果中校的言論激怒了塔吉克人，塔吉克人隨後開槍。 